# Sólo

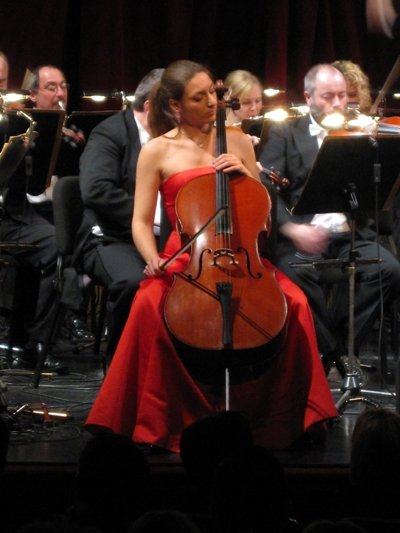
Dominika Weiss Hošková

Výraz sólo (italsky solo = „sám“, v množném čísle soli, česky sóla) má více významů. V přeneseném či hovorovém významu může označovat sólistu, tedy interpreta sólového partu.
Významově opačné je pak označení tutti, kdy po sólové části skladby mají opět hrát všechny nástroje, respektive zpěváci.

## Významy

### V hudbě
Sólo v základním významu představuje hudební skladbu, nebo tu část hudebního díla, v níž hraje sólista (solo) nebo několik sólistů (soli) musí zvládnout náročnou část, ve které také vystupují jako jednotlivci a hudebně a akusticky se odlišují od doprovodu.
Typickou skladbou pro sólový nástroj a doprovod je klasický sólový koncert, kde může znít jeden nebo více sólových nástrojů či pěveckých hlasů. Ten je zpravidla doprovázen orchestrem či jiným doprovodným nástrojem (klavír, varhany apod.), či sborem nebo ansámblem. Tyto skladby jsou koncipovány tak, že právě sólový hlas je zde akusticky nejvýraznější a je mu věnován největší prostor, zpravidla k předvedení virtuozity nástroje i hráče. Existuje rozsáhlý repertoár těchto děl, zejména pro klavír a v menší míře pro housle, flétnu, violoncello a další. Na druhé straně popisuje hudbu pro jednoho nebo více sólistů s doprovodem orchestru a basso continuo.
V klasickém orchestru se střídají pasáže solo s tutti, nejčastěji se strunnými nástroji, které jinak hrají týž hlas skupinově. Na souhře střídání pasáží tutti a solo je založena hudební forma barokního žánru concerto grosso. Tady sólo znamená skupinu sólistů, kteří každý předvádějí svůj vlastní hlas.
V případě sólového zpěvu zpívá jeden zpěvák.
V jazzu nebo rocku je sólo často improvizovaná pasáž.

### V tanci
Dále jím může být sólový tanečník (např. sólista baletu).

### Ve sportu
Slangově a publicisticky se termín sólista používá také pro sportovce, který často „sóluje“, tj. například raději sám střílí, než by přihrál. Pak jde převážně negativní označení. Může jít také o sportovce který závodí v sólové disciplíně v tradičně týmovém sportu.